# 六角大王Super
六角大王Super（ろっかくだいおうスーパー）は、株式会社セルシスで開発および販売されていた3DCGソフトウェアである。1992年に開発され人気を集めたフリーウェア、六角大王の製品版である。
元々は株式会社終作によって開発および販売されていたが、2011年12月1日よりセルシスへ権利が譲渡され、同社による開発販売に移行した。
2020年6月5日をもって、販売終了となったことが同社の製品ページで告知された。

## 特徴
対応OSはMacOS(六角大王Super4まで)およびWindowsである。フリーウェアとして大変な人気を誇った、六角大王の特徴を受け継いだポリゴンモデラーである。フリーウェア版と比べ圧倒的に強力なポリゴン編集機能を持つ他、多くの新機能が搭載されている。
インターフェイスは画像編集ソフトに似て、簡素で扱いやすい。基本的にモデラーであって統合型ソフトではなかったが、Super6から仕上げ表示（レンダリング）機能が搭載された。モデラーとしては強力であり、ブーリアン演算や螺旋パイプ等各種立体の自動生成など多様な機能を搭載している。またSuper2から搭載された「3Dマンガ機能」と呼ばれる平面の下絵の輪郭をなぞるとそれを自動的に立体化できる機能や、それを発展させた「人体作成機能」と呼ばれる人の正面写真から3Dモデルを作成する機能など、他のソフトウェアには見られない独自機能を多々搭載している。
3DCGソフトとしては出力形式が充実しており、本格的なレンダリングを行いたい場合などに他のソフトウェアと組み合わせて使うことができる。

## 発売日
- 1998年 - 六角大王Super
- 1999年12月3日 - 六角大王Super2（Mac版）
- 2000年5月 - 六角大王Super2（Windows版）
- 2001年
  - 10月31日 - 六角大王Super3（Mac版）
  - 12月21日 - 六角大王Super3（Windows版）
- 2003年
  - 4月4日 - 六角大王Super4（Mac版）
  - 7月11日 - 六角大王Super4（Windows版）
- 2005年10月28日 - 六角大王Super5
- 2007年4月24日 - 六角大王Super5.5
- 2009年6月5日 - 六角大王Super6

## 後継ソフト
セルシスは六角大王Superの知見や技術を活かし、実質的な後継3DCGソフトウェアとなるCLIP STUDIO MODELERの開発を行っている。また開発者の一人である古島終作も同ソフトウェアの開発に関わっている。

## その他
多摩ソフトウェアが販売していたペーパークラフト作成支援ソフトである、ペパクラデザイナー Ver.3には本ソフトの機能限定版の六角大王SuperLEが付属しており、立体形状データを直接ペパクラデザイナーにエクスポートできた。